# Потоки (Немировский район)
Потоки (укр. Потоки) — село на Украине, находится в Немировском районе Винницкой области.
Код КОАТУУ — 0523084003. Население по переписи 2001 года составляет 261 человек. Почтовый индекс — 22832. Телефонный код — 4331.
Занимает площадь 1,302 км².

## Адрес местного совета
22833, Винницкая область, Немировский р-н, с. Ковалевка